# Dardhas alközség
Dardhas alközség harmadik szintű közigazgatási egység Albánia délkeleti részén, a Mokra-vidék délkeleti részén, Pogradectől légvonalban 6, közúton 12 kilométerre déli irányban. Korça megyén és Pogradec községen belül található. Székhelye Dardhas, további települései Dërdusha, Grunjas, Lekas, Niça, Osnat, Prenisht, Stërkanj és Stropcka. A 2011-es népszámlálás alapján az alközség népessége 2182 fő.
A ritkán lakott középhegységi területet a Mokra-vidék délkeleti vonulata, a Kamjai-hegység (Mal i Kamjës, 1213 m) uralja. Niçánál török kori kőhíd található, a falu Szűz Mária-temploma (Kisha e Shën Marisë) műemléki védelmet élvez.